# Orăștioara de Sus, Hunedoara
Orăștioara de Sus este satul de reședință al comunei cu același nume din județul Hunedoara, Transilvania, România.

## Istoric
Prima atestare documentară este din anul 1444.

## Geografie
Satul Orăștioara de Sus este așezate pe valea râului Orăștie.

## Cetatea Sarmisegetusa Regia
Cetatea dacică Sarmisegetusa Regia se găsește pe terioriul comunei Orăștioara de Sus.

## Lăcașuri de cult

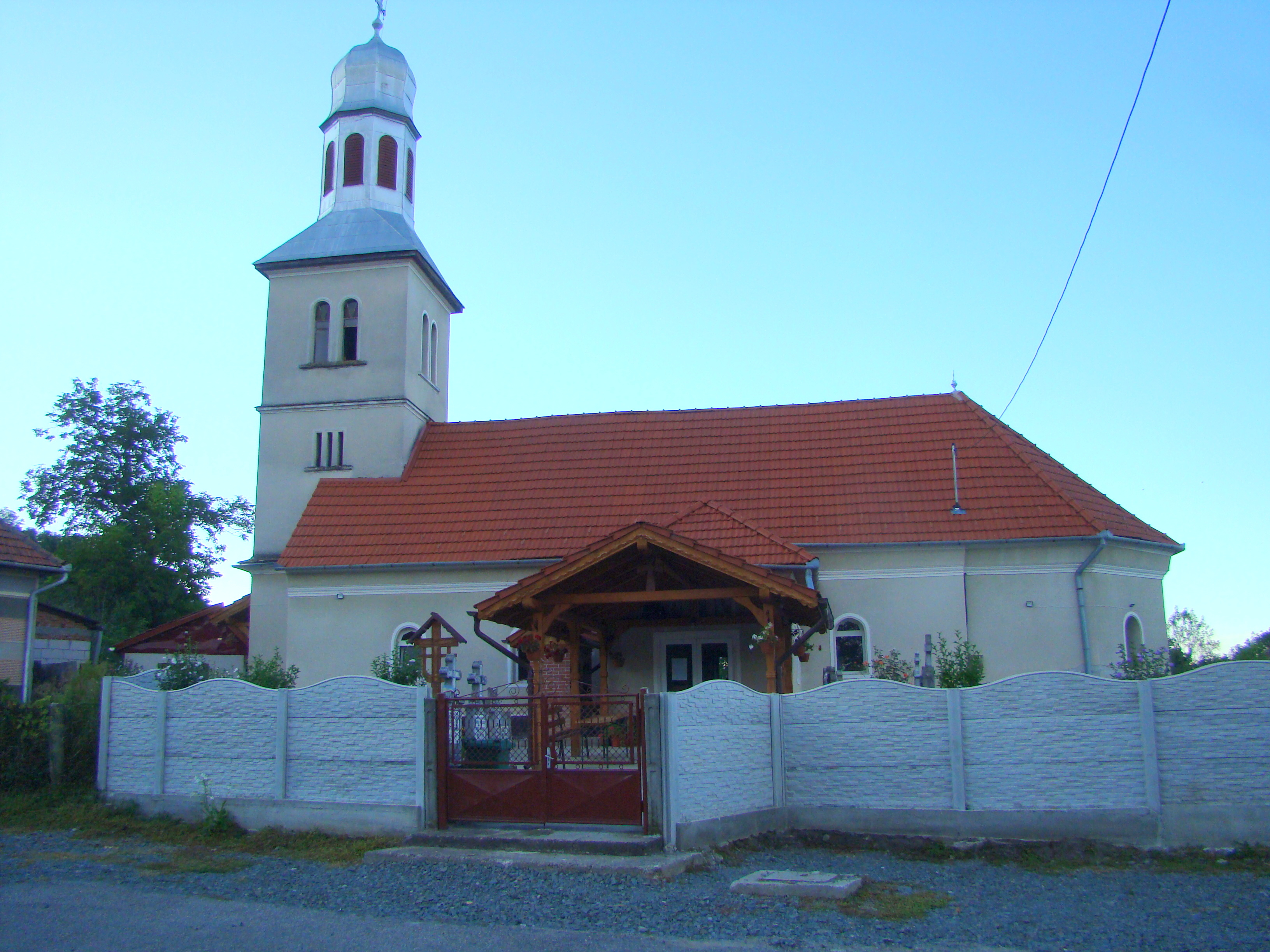
Biserica Sfântul Nicolae din Orăștioara de Sus

Biserica „Sfântul Ierarh Nicolae” din centrul comunal Orăștioara de Sus  a fost ridicată în anul 1794, în timpul păstoririi preotului Ioan Popovici, fiind menționată, ca atare, în tabelele recensămintelor ecleziastice din 1805 și 1829-1831; conscripțiile anilor 1733, 1750 și 1761-1762, precum și harta iosefină a Transilvaniei (1769-1773) fac trimitere, în acest caz, la o înaintașă a sa medievală.
Edificiul actual este o construcție de plan dreptunghiular, cu absida pentagonală a altarului ușor decroșată, cu un turn robust, prevăzut cu un coif etajat, învelit în tablă; la acoperișul propriu-zis s-a folosit țigla. Accesul la interior se face prin două uși, amplasate pe laturile de sud și de vest ale bisericii; cea dintâi este precedată de un pridvor închis de zid. Lăcașul, renovat în anii 1931 și 1992-1993, a fost împodobit iconografic de pictorul Mihai Minescu din Orăștie în perioada 1994-1996; sfințirea s-a făcut în 1996.

## Imagini

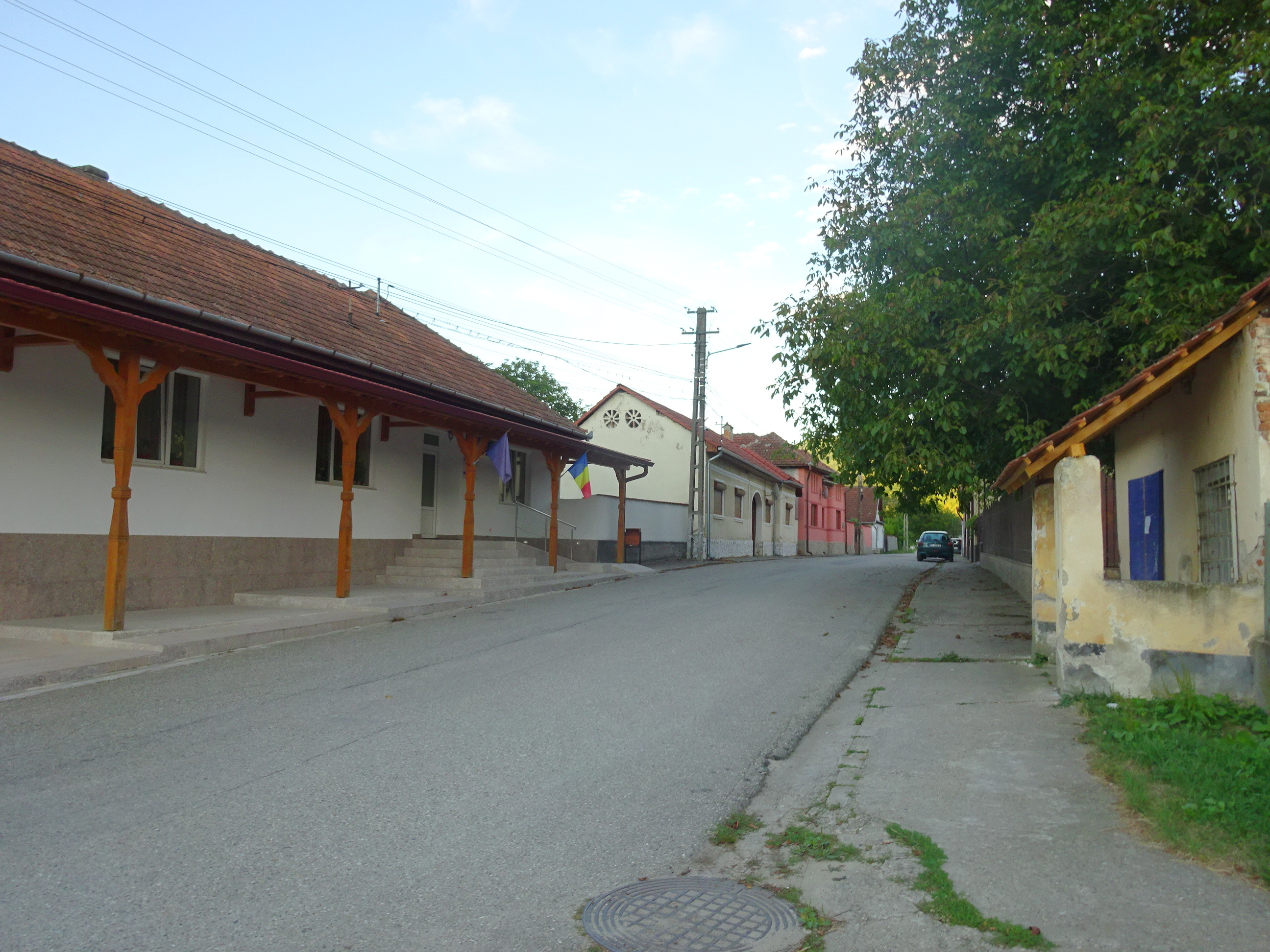
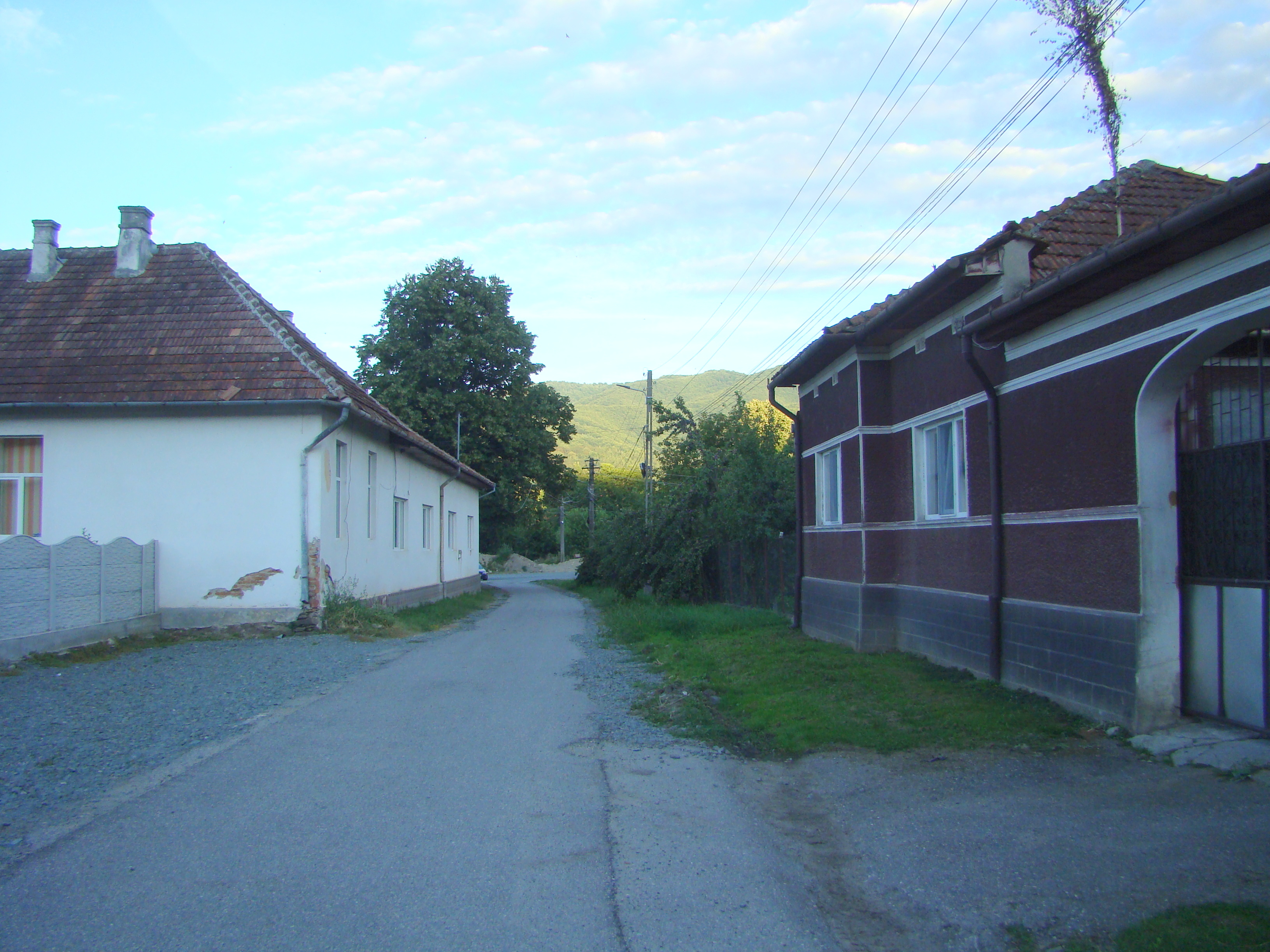
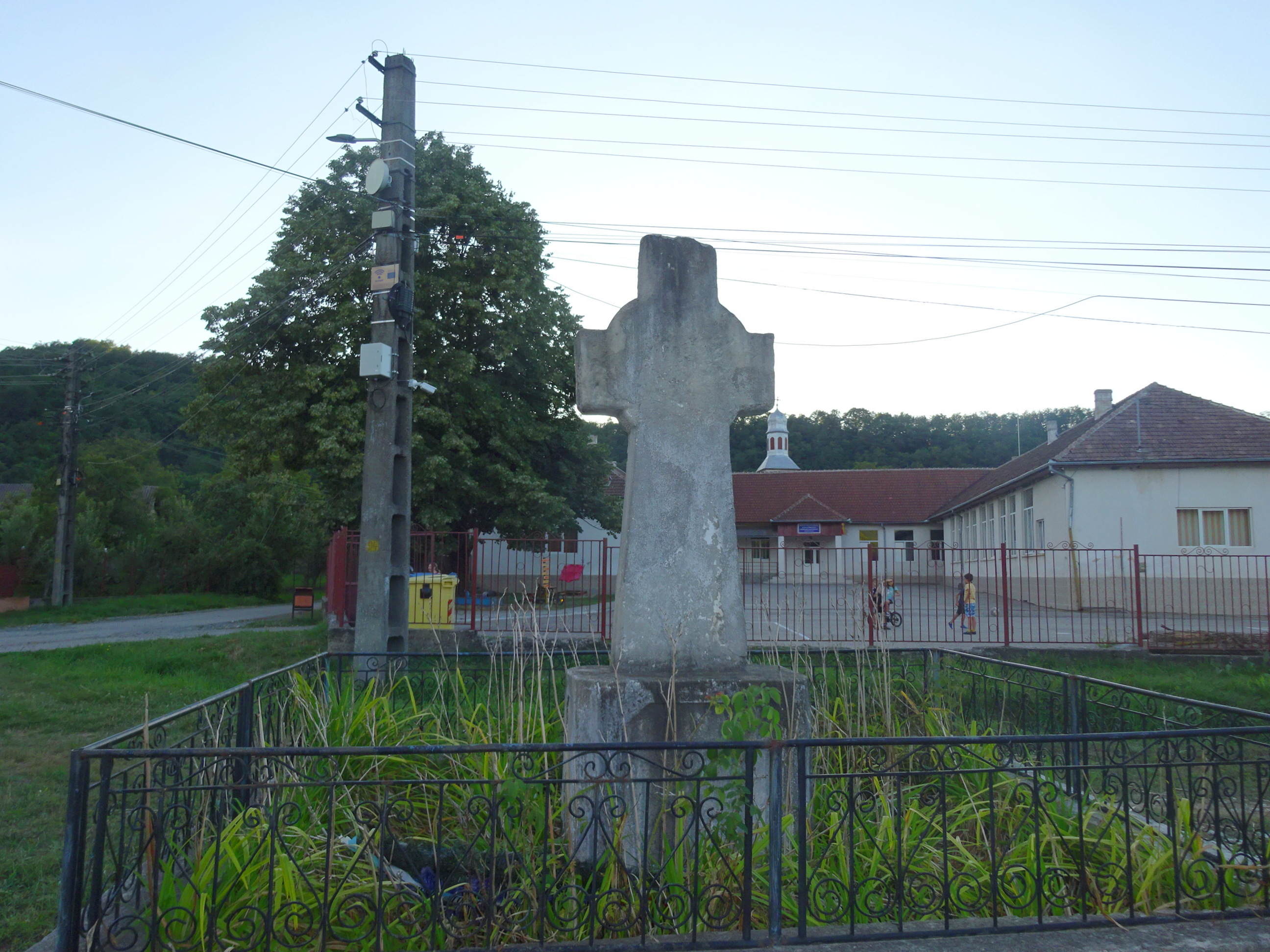
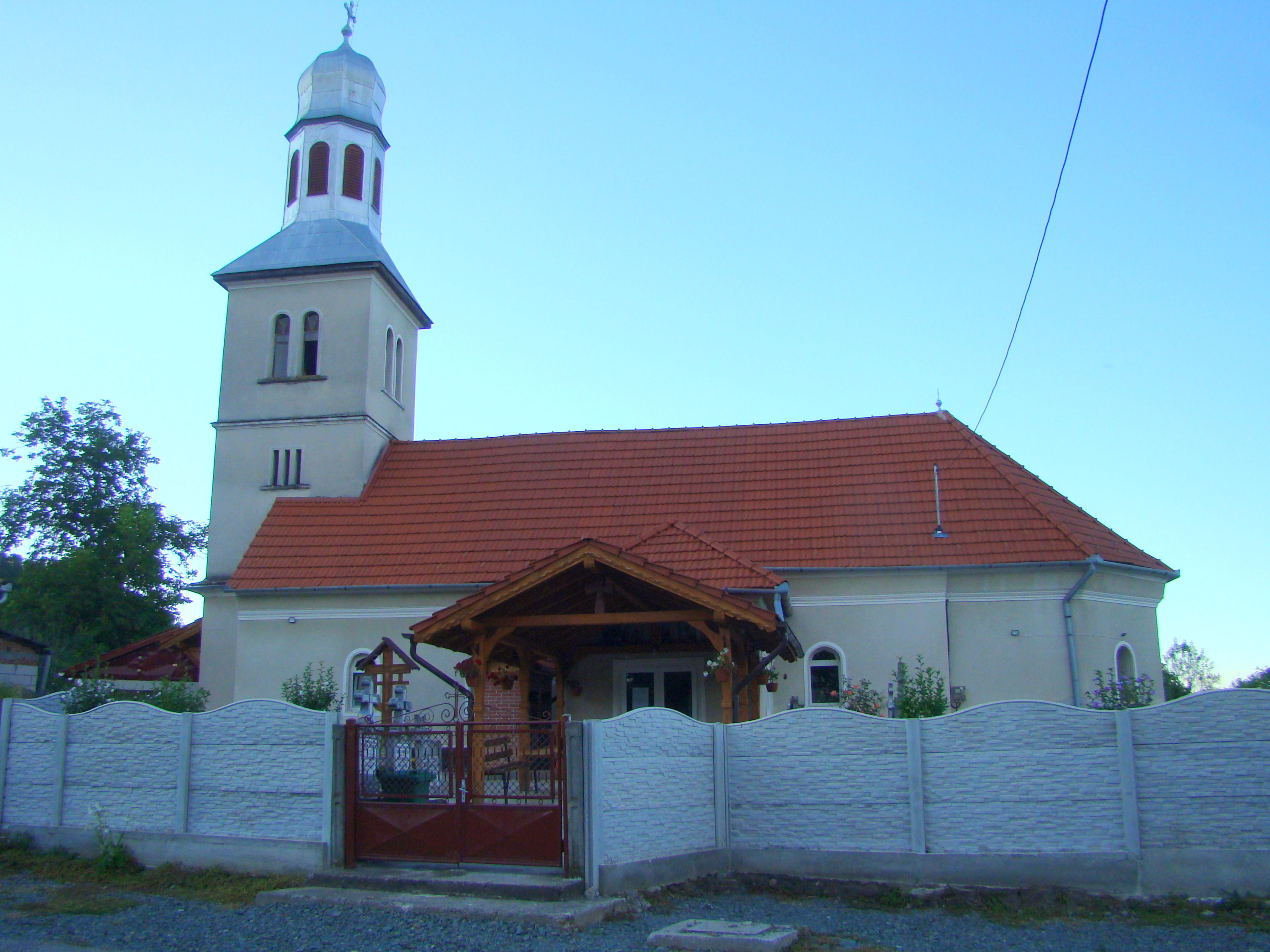
Biserica Sfântul Nicolae din Orăștioara de Sus (1794)
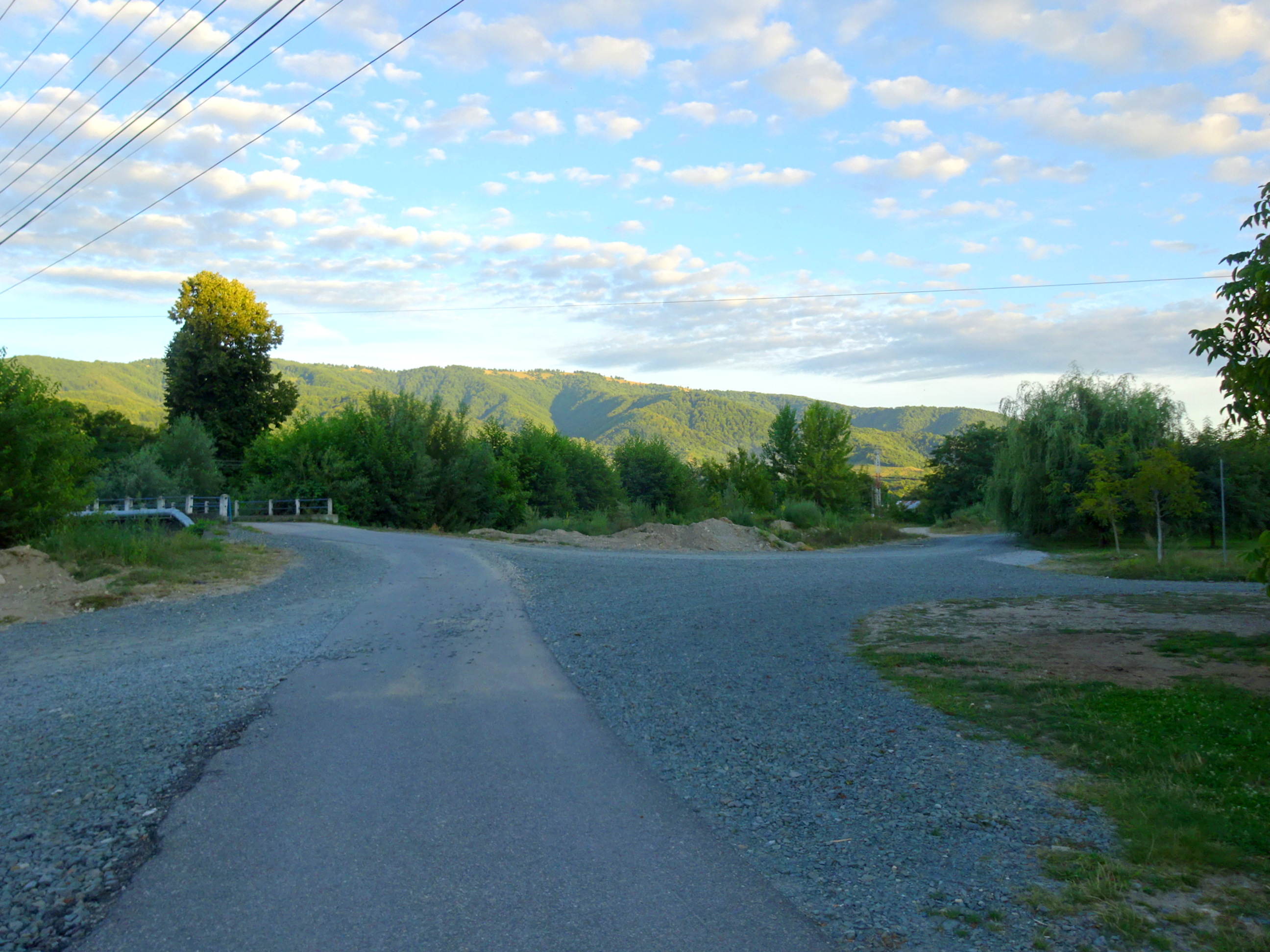
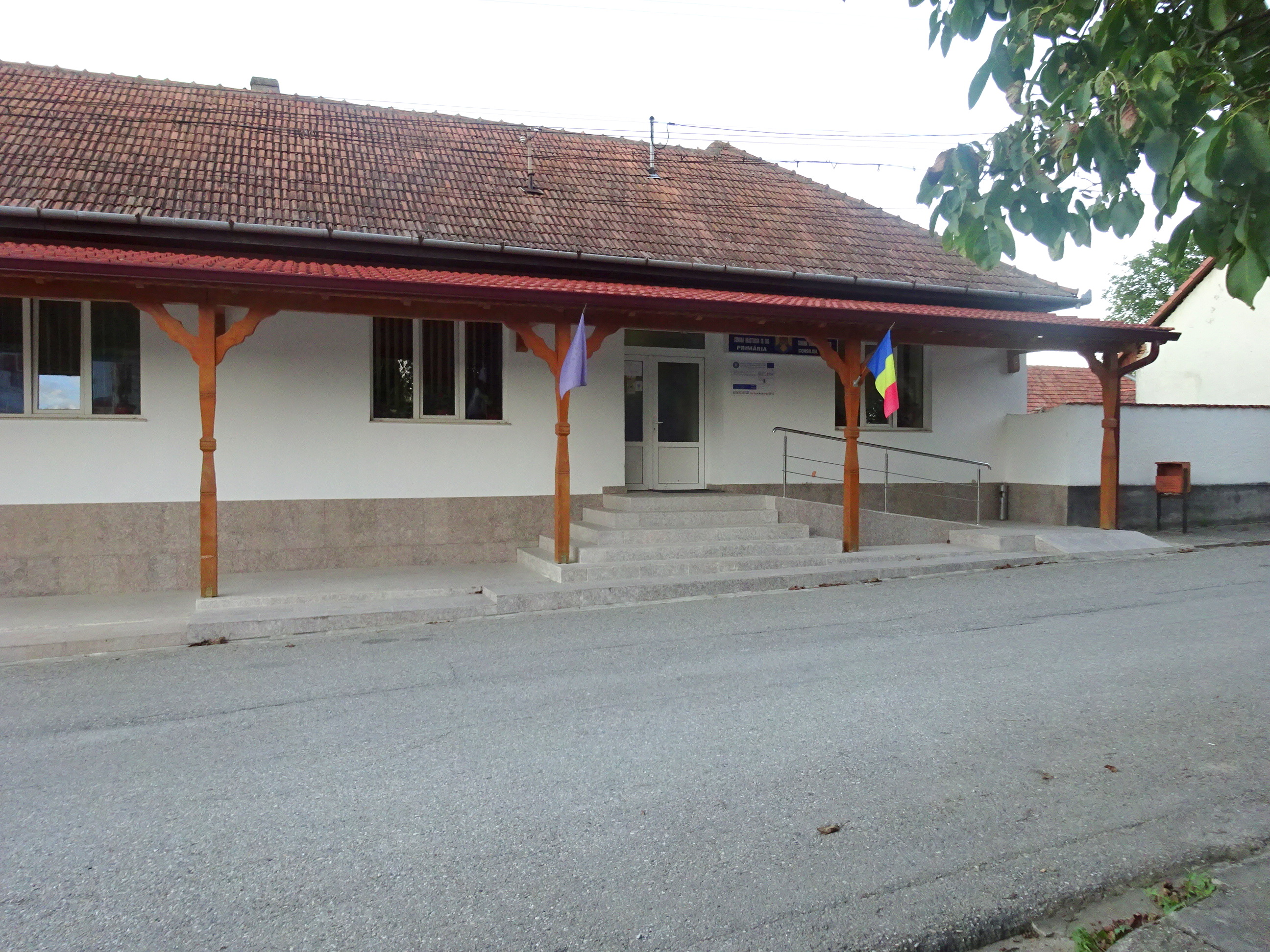
Primăria
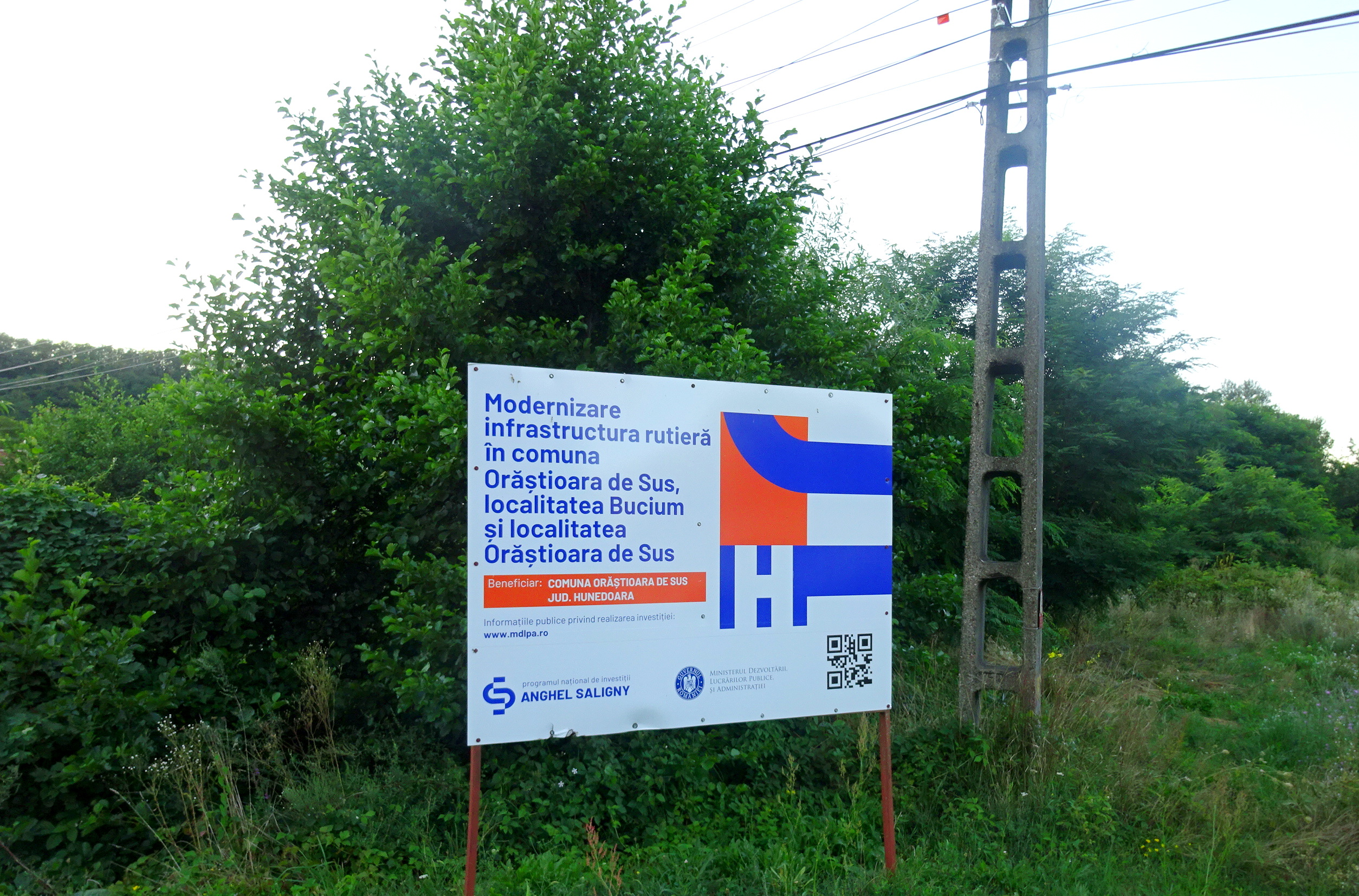
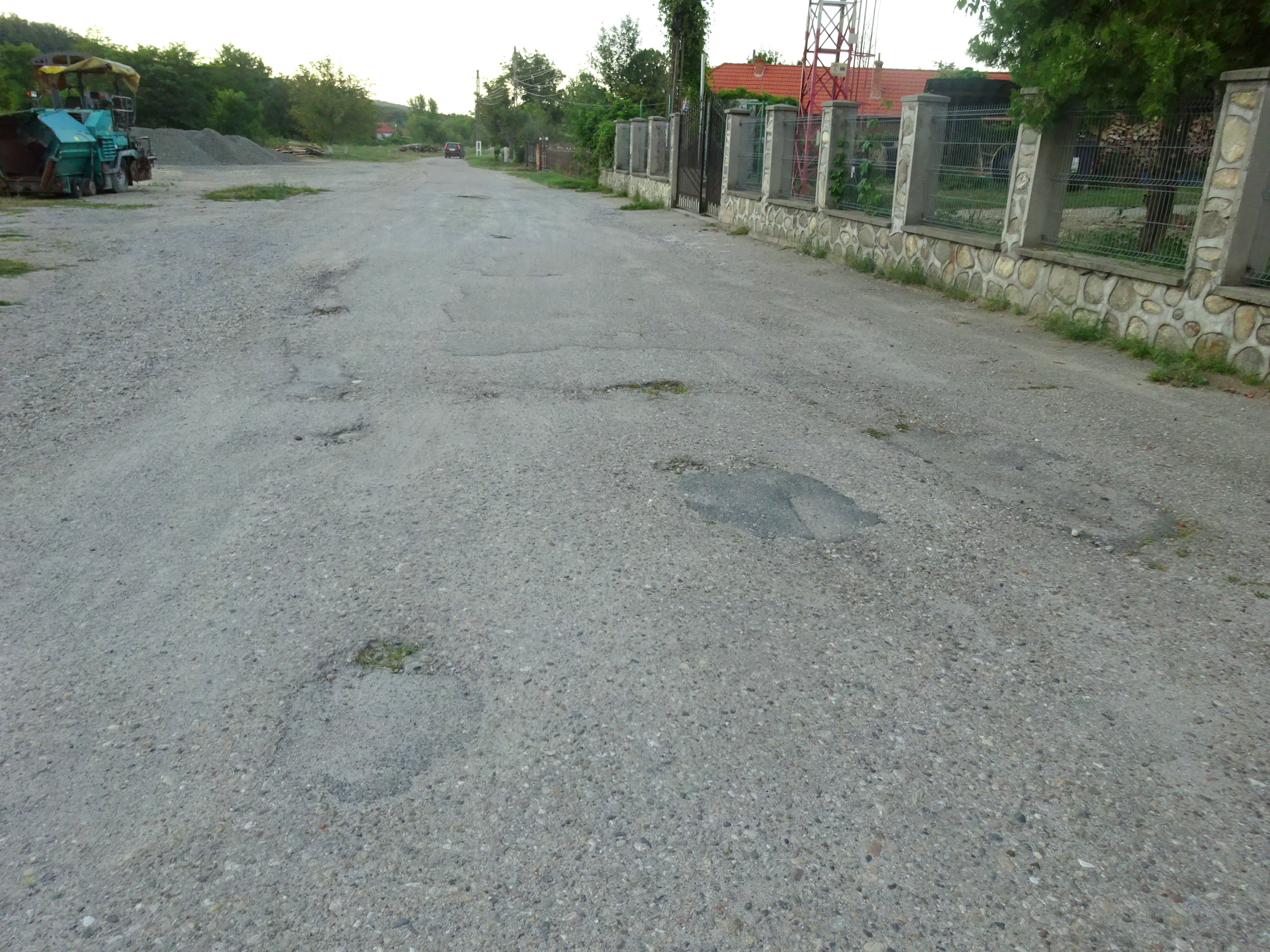
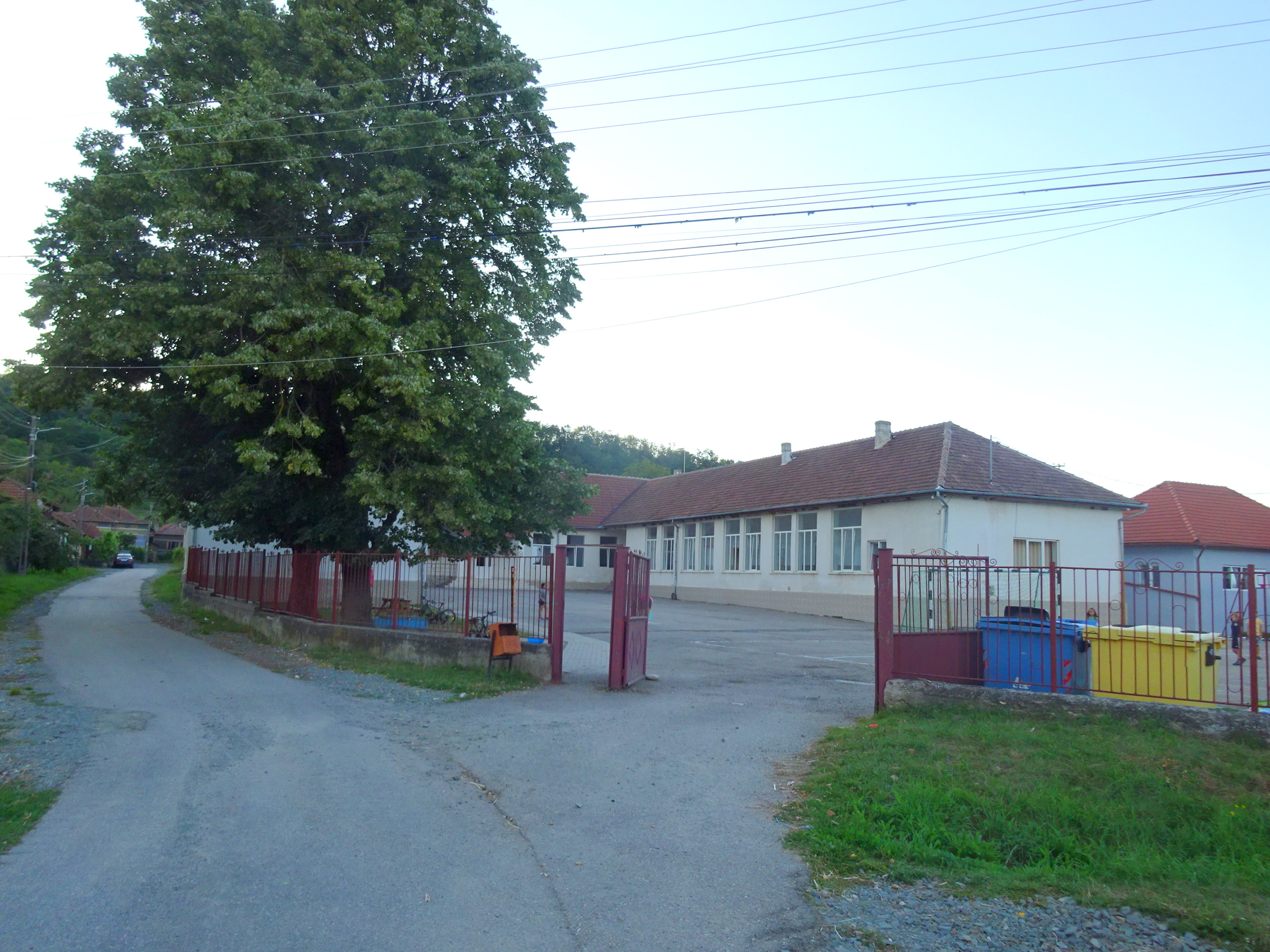
Școala
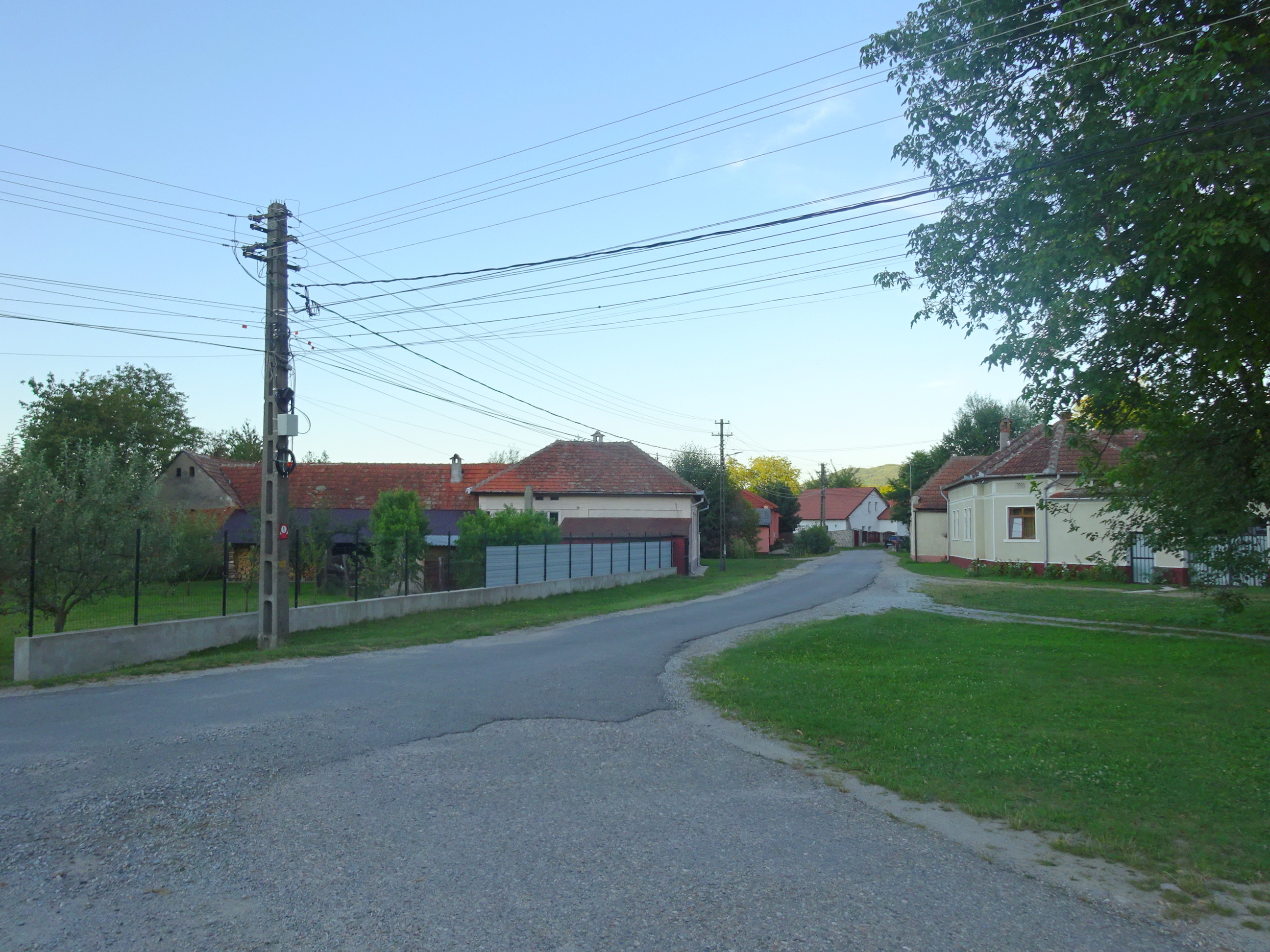
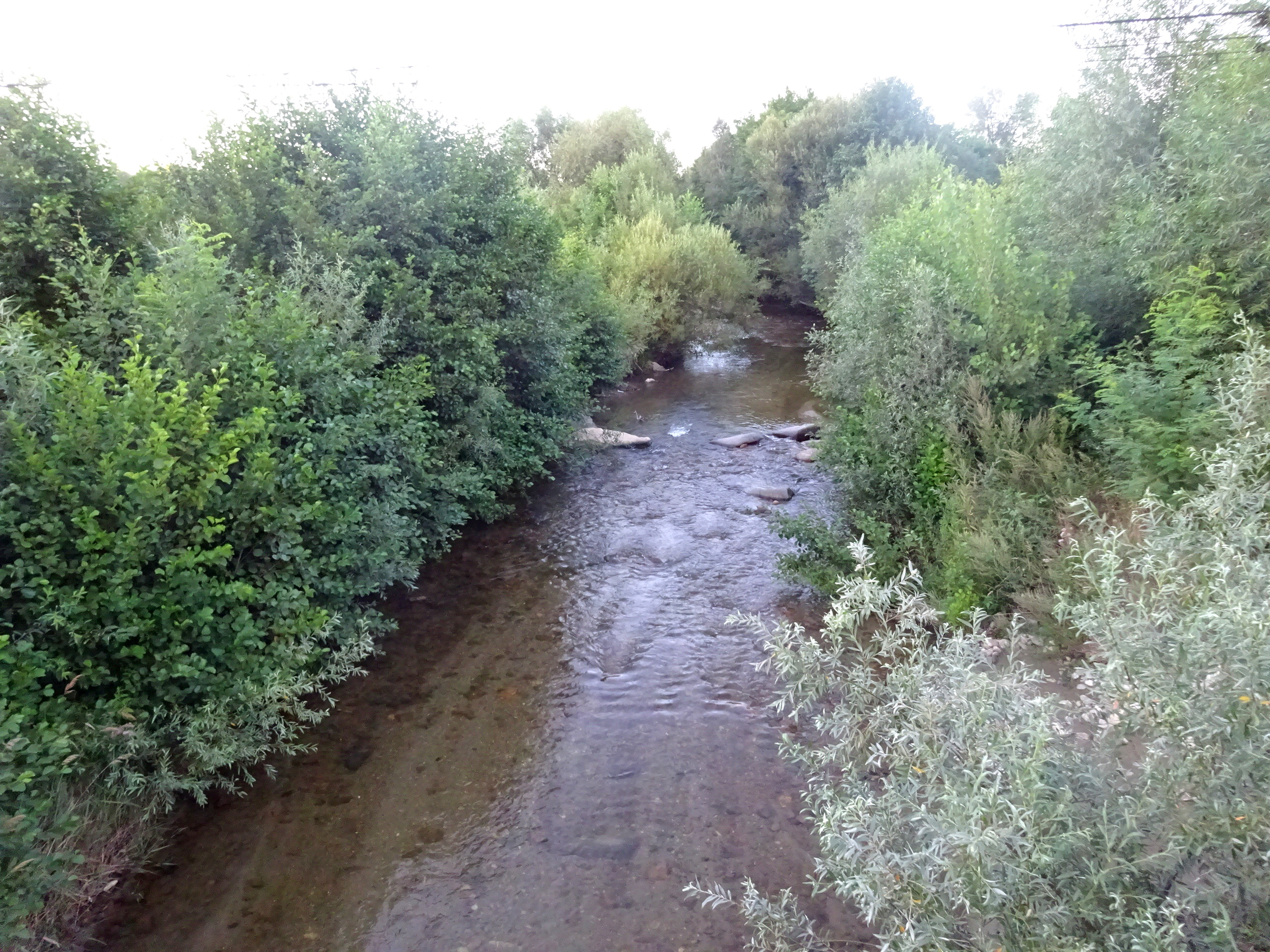
Râul Orăștie la Orăștioara de Sus
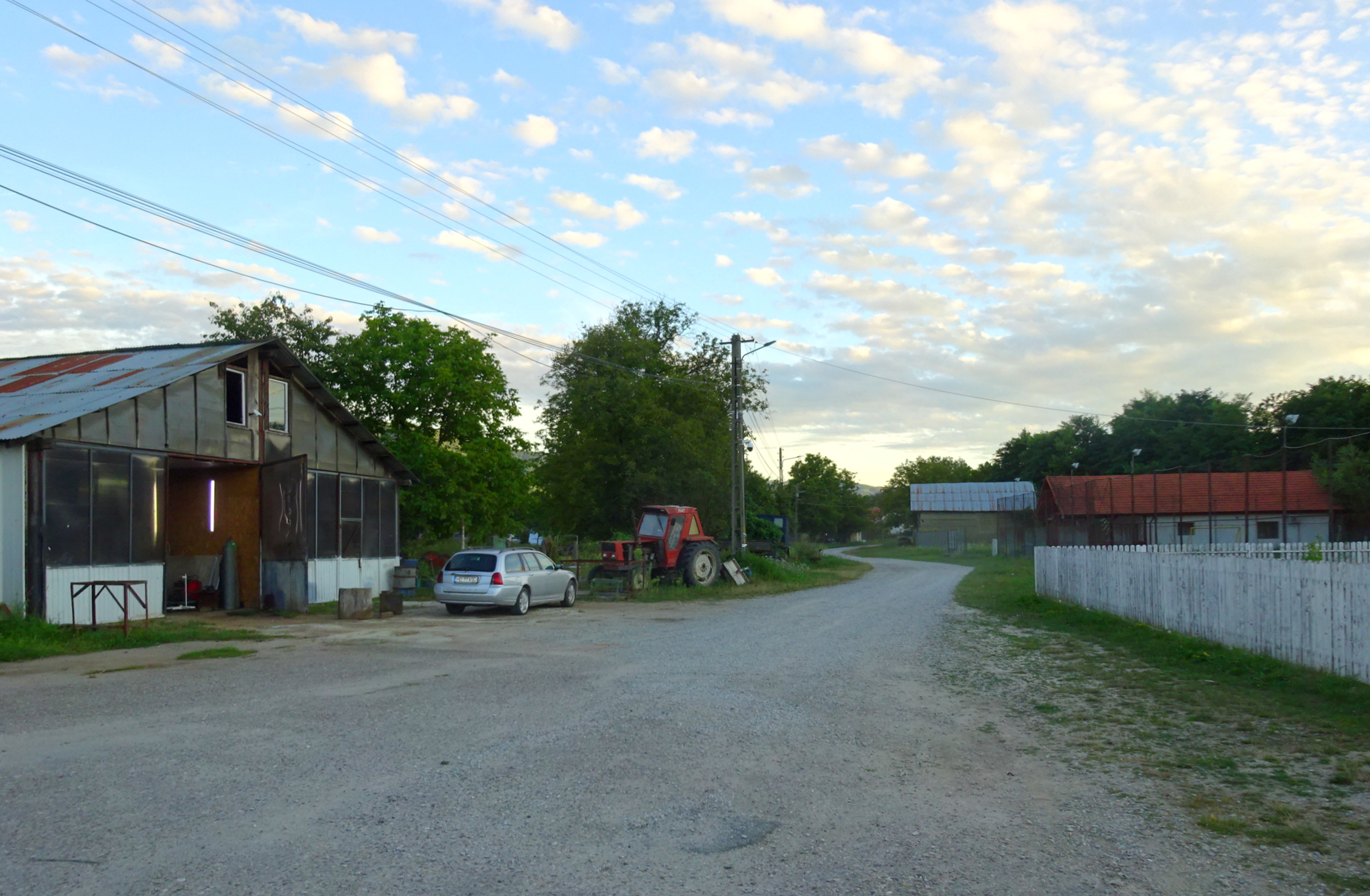